# Мохаммед бін Хаммам
Мохаммед бін Хаммам (араб. محمد بن همّام нар. 8 травня 1949) — катарський футбольний адміністратор, президент Азійської конфедерації футболу з 1 серпня 2002 року по 14 червня 2011 року, член виконавчого комітету ФІФА у складі 24 осіб з 1996 по 2011 рік протягом більше 15 років.
23 липня 2011 року рішенням Комітету з етики ФІФА Бін Хаммаму було довічно заборонено займатися будь-якою діяльністю, пов'язаною з ФІФА та футболом.Бін Хаммам оскаржив цю санкцію в Спортивному арбітражному суді, і 19 липня 2012 року заборона була скасована через відсутність достатніх доказів. Однак лише через 5 місяців, у грудні 2012 року, ФІФА вручила бін Хаммаму другу довічну заборону на футбол після того, як були виявлені «конфлікти інтересів» в його ролі президента АФК.
Він був предметом викриття, опублікованого британською газетою «Санді Таймс» у червні 2014 року. Газета опублікувала злиті електронні документи, які показали, що бін Хаммам платив членам футбольних асоціацій інших країн напередодні своєї президентської виборчої кампанії у ФІФА та до рішення про заявки на проведення чемпіонатів світу з футболу 2018 та 2022 років, яке відбулося в грудні 2010 року.

## Раннє життя
Народився 8 травня 1949 року в місті Доха, Катар. Батько — бізнесмен, мати — медсестра. Має одинадцять дітей. Працював у футбольній конфедерації Катару з 1972 по 1996 рік.
У 1975 році заснував компанію під назвою Kemco. У 1976 році став президентом футбольного клубу «Аль-Райян», а потім пішов у відставку в 1987 році. Через рік після його відставки «Аль-Райян» вилетів до другого дивізіону катарського чемпіонату. Повернувшись, він домігся підвищення в класі, і в тому ж сезоні (89-90 рр.) команда виграла лігу в 6-й раз. 1 лютого 1992 року він став президентом QFA і в тому ж році вони виграли свій перший кубок (Кубок Перської затоки).